# ZND模型
ZND模型是描述炸藥引爆的一維模型，在第二次世界大戰時，由雅可夫·泽尔多维奇、約翰·馮·諾伊曼及沃納·多靈三人獨立提出，故以他們三人的姓的第一個字母組合，成為ZND模型的名字。
此模型允許有限速率的化學反應，因此引爆過程包括以下階段。一開始，一個無限薄的震波壓縮炸藥產生高壓，稱為馮紐曼尖鋒脈沖（von Neumann spike）。在出現馮紐曼尖鋒脈沖時，炸藥尚未反應。但脈沖發生了一個放熱化學反應的區域，稱為Chapman-Jouguet狀態。之後引爆產物往後膨脹。
若在一個和爆震同步的參考系中（在此參考系中，爆震是靜止的），爆震產生的流動是次音速，因此在爆震點後方釋放的能量可以以振動方式傳遞到爆震點。若一個自我推進的爆轟，爆震會變慢到一個稱為Chapman-Jouguet條件，讓反應區後方的物質在和爆震同步的參考系以音速前進。因此所有的化學能都用來推動震波往前進。
不過，在1960年時，實驗發現氣態的引爆以往常用不穩定的三維結構來特徵化，這只能在平均概念上用一維穩定理論來預測。而這種波會因為其結構會破壞而消滅。Wood–Kirkwood引爆理論可以針對上述限制進行修正。

## 延伸閱讀
- Dremin, Anatoliĭ Nikolaevich. . Springer. 1999. ISBN 0-387-98672-3.